# 재클린 플레밍
재클린 플레밍(Jaqueline Fleming, 1977년 9월 10일 ~ )은 미국의 연극 배우, 영화배우, 텔레비전 배우이다.
코펜하겐에서 태어났다.

## 영화
- 리벤지: 엄마의 분노 (2019년)
- 이야기 (2018년)
- 더 네이버 (2016년)
- 배드 애스 온 더 바이유 (2015년)
- 오컬트 (2014년)
- 베어풋 (2014년) - 간호사 마지 역
- 우먼 다우 아트 루스드: 온 더 세븐 데이 (2012년) - 티아 역
- 링컨 : 뱀파이어 헌터 (2012년) - 해리엇 터브먼 역
- 콘트라밴드 (2012년) - 지니 역
- 리틀 빗 오브 헤븐 (2011년)
- 더 트랩: 난간 끝에 선 남자 (2011년)
- 트레메 1 (2010년)
- 레드 (2010년)
- 토너먼트 오브 드림스 (2007년)
- 라스트 홀리데이 (2006년)
- 행운을 돌려줘 (2006년) - 티파니 역
- 헤어 쇼 (2004년) - 마고 역
- 미스터 3000 (2004년)
- 베가스 뱀파이어스 (2003년)
- 후드 렛 (2001년)
- 러브 존스 (1997년)